# Igreja de São Francisco de Assis (Valeta)
A Igreja de São Francisco de Assis é uma igreja na cidade de Valeta, em Malta.